# 蜘蛛侠系列电影
蜘蛛侠是漫威漫畫公司出版的漫画小说中的一个虚构超级英雄角色，自创建以来已经先后出现在多部电影中。第一部是1977年在哥伦比亚广播公司首播的电视电影《蜘蛛侠》，之后还在海外的电影院上映，由尼古拉斯·哈蒙德扮演蜘蛛人，並由E·W·斯瓦克汉默执导。
基于蜘蛛侠电影的版权从1985年起几经转手，经过了多个制片公司和工作室，中途曾有机会由詹姆斯·卡梅倫执导但之后还是因法律上的問題而作罢，版权最终由索尼影視娛樂旗下的哥倫比亞電影公司获得。之后索尼影視娛樂请来蜘蛛人漫画的粉丝山姆·雷米执导了蜘蛛侠系列电影三部曲，分别是2002年的《蜘蛛人》，2004年的《蜘蛛人2》和2007年的《蜘蛛人3》。在这三部电影中，彼得·帕克（陶比·麥奎爾）与高中时期開始暗恋的瑪麗·簡·沃森（克絲汀·鄧斯特）发展出一段感情，而身为蜘蛛人，他也需要与綠惡魔（威廉·達福）、八爪博士（艾佛烈·蒙利納）、沙人（托馬斯·哈登·丘奇）、哈利·奧斯朋（詹姆斯·法蘭科）和猛毒（陶佛·葛瑞斯）作战。
按照原本的计划，这三部电影完成后还会有第四部甚至第五部继续推出，但由于山姆·雷米与哥倫比亞電影公司存在分歧，哥伦比亚电影公司之后宣布将由馬克·韋布担任新导演重启这一系列，由安德魯·加菲爾德飾演彼得·帕克，艾瑪·史東飾演關·史黛西，瑞斯·伊凡斯和傑米·福克斯饰演大反派蜥蜴人和電光人。电影将回到彼得·帕克剛发展出超能力時的高中时代，第一部的片名为《蜘蛛人：驚奇再起》，之后于2012年7月以3D和IMAX 3D两种形式上映，同样获得了评论票房双丰收的好成绩，续集《蜘蛛人驚奇再起2：電光之戰》于2014年上映，較前作不同，所得評論多為混合。
2015年2月，華特迪士尼公司和漫威影業与索尼影視娛樂达成共享蜘蛛侠电影版权的协议，蜘蛛侠从此加入漫威電影宇宙。由湯姆·霍蘭德扮演的蜘蛛侠率先在2016年電影《美國隊長3：英雄內戰》中登場，之后出现在四部电影宇宙作品中。直到2019年9月，索尼和迪士尼因版权归属问题而陷入僵持，此前签订的协议暂停生效。后来为安抚影迷们的不满情绪，双方续签新约，允许湯姆·赫兰德在两部新作品中继续出现，一部是2021年的独立电影《蜘蛛人：無家日》，另一部是未公开的合作电影。另外，双方还在2015年4月签署另外的协议，将蜘蛛侠電影动画化，最终催生索尼动画与2018年推出了动画电影《蜘蛛人：新宇宙》，并借此斩获第91届奥斯卡金像奖的最佳动画片奖。续集《蜘蛛俠：飛躍蜘蛛宇宙》原定于2022年10月7日上映，後因2019新型冠狀病毒病疫情而延期至2023年6月2日。
山姆·雷米拍摄的三部曲预算总计为5.97亿美元，全球票房收入则达近25亿美元；马克·韦布的《蜘蛛人：驚奇再起》则收入了7.52亿美元。每一部电影都创下了数项票房纪录，且均能在美国电影票房排行总榜名列前50位，也是总票房最高系列电影的第10名。专业影评人对前两部电影有较为正面的评价，第三部则褒贬不一。四部电影均已发行DVD和蓝光影碟。

## 早期开发

### 电视电影
1977年，哥伦比亚电影公司将电视剧《神奇蜘蛛俠》的首集电视电影以《蜘蛛人》的名义在美国以外加以发行。1978年播出的剧集也经重新剪辑后再在国外以电影《蜘蛛俠反擊》的名义发行。一年后又再以《蜘蛛俠：龍之挑戰》之名故伎重演。这以后虽然漫画工业本身获得了蓬勃发展，但由于1983年的另一部超级英雄电影《超人III》的表现令好莱坞大跌眼镜，因此漫画改编电影也开始不再受到重视。

### 坎农影业
1985年，漫威漫画曾试图请罗杰·科尔曼来制作一部蜘蛛侠题材电影，但科尔曼并没有及时采取行动，于是漫威又联系了坎农影业（Cannon Films）。坎农公司总裁梅纳汉姆·哥兰与其表弟约兰姆·格洛布斯同意付漫威漫画22.5万美元外加一定比例的收入分成来购买5年的电影版权。如果直到1990年4月坎农还是没有拍出相关题材的电影，那么版权将回到漫威手中。
当时正在准备《火星大接触》和《德州电锯杀人狂2》两部电影的托比·霍珀获选执导，但哥兰和格洛布斯误解了蜘蛛侠这一角色的理念，一位导演对此形容“他们以为那是个与狼人类似的角色”。哥兰和格洛布斯请来莱斯利·史蒂文斯编剧，并描述了他们的构思，史蒂文斯之后写出来的这个故事与蜘蛛侠的漫画原著也因此大不相同。其大纲是讲述一个企业的科学家故意令证件照片摄影师彼得·帕克遭到放射性轰击，将其转变成了一个毛茸茸、八脚的怪物，之后还在地下室中与这位邪恶科学家所创造的其它多种突变生物进行了一连串的大战。
《蜘蛛侠》系列漫画小说的原作者史丹·李对这样的改动非常不满，于是他向坎农提出了一个由泰德·纽森和約翰·布蘭卡托（John Brancato）编写的新剧本。在这个故事中，奥托·奥克塔维斯博士是彼得·帕克的一位导师，他近乎疯狂地追求一种神秘而强大的力量，为此导致了一次严重的回旋加速器事故，帕克因此变成了蜘蛛人，而奥克塔维斯则变成了章鱼博士。然后他又开始努力重建一个更大的回旋加速器，这导致电磁异常和反重力效果的出现，纽约市甚至整个世界的安危都受到了危胁，只有蜘蛛侠才能阻止他。曾为坎农公司执导过一部成功作品《入侵美国》的约瑟夫·扎托取代托比·霍伯成为新任导演，他则请来巴尼·科恩（Barney Cohen）改写剧本。科恩则在其中增加了动作戏段，并且给章鱼博士增加了一句口头禅“好吧好吧”（Okey-dokey），还将其追求的力量目标改为反重力。制片人哥兰也使用自己的笔名约瑟夫·戈德曼（Joseph Goldman）对改写后的剧本作出了少许润色。扎托开始在美国和欧洲物色拍摄地点，坎农公司计划为影片投入约1500万至2000万美元的预算。
由于还没确定任何演员，扎托推荐了曾在坎农公司的宣传照片和广告中出镜，还为漫威公司扮作蜘蛛侠在公众场合现身的特技演员斯科特·里瓦，当时暂露头角的汤姆·克鲁斯也曾就出演主角进行洽谈，扎托还曾考虑请鲍勃·霍斯金斯饰演章鱼博士，史丹·李也表示自己有意扮演《号角日报》主编J·喬納·詹姆森。导演还考虑请劳伦·贝考尔或凯瑟琳·赫本来出演蜘蛛侠的梅婶婶，彼得·库欣扮演一位富有同情心的科学家，阿道夫·恺撒饰演一位警探。
由于坎农公司投拍《超人IV》和《决胜时空战区》两部高成本电影而抽走了大笔资金，于是提出将《蜘蛛侠》的拍摄预算大幅削减至1000万美元以下。扎托不愿作出如此大的妥协因此选择了退出。坎农公司于是委托谢柏德·戈德曼（Shepard Goldman）、唐·迈克尔·保罗（Don Michael Paul）和伊桑·韦利来重写一个成本较低的剧本，并由公司主力导演阿尔伯特·佩云执导，他之后也对剧本作出了改动。
斯科特·里瓦仍然对这一角色有兴趣，并且也读过每一版的剧本，他对此评价道：“泰德·纽森和约翰·布朗卡托所写的剧本很不错，只是还需要少许改进。不幸的是，之后其他编剧的每一次改写都让其变得越来越糟。”由于《超人IV》和《决胜时空战区》商业上都遭到了惨败，坎农公司出现了严重的财政危机，《蜘蛛侠》电影项目也在已经花掉了约150万美元后中止。1989年，百代电影公司收购了坎农，哥兰与格洛布斯也分道扬镳，格洛布斯留在百代工作，而他的表兄哥兰则离开并创建了21世纪电影公司。哥兰保留了包括《蜘蛛侠》在内的多个产权，并通过与漫威协商将期限延长至1992年1月。
哥兰搁置了之前改写的几个低成本剧本，并试图重新利用已经成形的高成本版本独立注资进行拍摄。在1989年5月的戛纳电影节上21世纪电影公司宣布影片将在9月开拍，广告上称剧本是由“巴尼·科恩、泰德·纽森、约翰·布朗卡托和约瑟夫·戈德曼”共同编写。为了筹集资金，哥兰也按惯例将尚未拍摄电影的一些版权进行出售，如电视播放版权卖给了维亚康姆，而家用录像带的发行版权则卖给了哥伦比亚电影公司，后者还希望可以将电影拍摄成一个系列的作品。斯蒂芬·赫瑞克将出任导演:116。1989年末，哥兰将这个“新”剧本提交给哥伦比亚公司，而对方要求再进行改写，哥兰于是聘请弗兰克·拉罗吉亚（Frank LaLoggia）写重新编写。拉罗吉亚之后提交了一个剧本，但也对21世纪公司感到心灰意冷。尼尔·鲁腾伯格（Neil Ruttenberg）也被请来再写多一个版本，但这一版本之后同样没有获得哥伦比亚公司的认可。哥伦比业公司的剧本分析员认为这三个版本“本质上就是同一个故事”，之后双方暂时达成了一个制作协议。1990年史丹·李表示，“21世纪（电影公司）本应拍一部《蜘蛛侠》，可按他们现在与哥伦比亚公司的交流来看，哥伦比亚最终可能会把《蜘蛛侠》（的版权）买过去”。

### 卡罗科影业
21世纪电影公司的梅纳汉姆·哥兰仍然在为“他的”章鱼博士版《蜘蛛侠》剧本积极招标。1990年，他联系了加拿大的一家特效公司就视觉特技进行商谈，对方则将其中定格动画制作业务转给了另一家公司制作:177。
电影《真实的谎言》拍摄工作接近尾声时，《综艺》杂志声称卡罗科影业已经拿到了导演兼编剧詹姆斯·卡梅伦一个完整的剧本。其中涉及到的名字有詹姆斯·卡梅伦、约翰·布朗卡托、泰德·纽森、巴瑞·科恩、约瑟夫·卡里玛瑞（Joseph Calimari，漫威执行总裁）和“约瑟夫·戈德玛瑞”（Joseph Goldmari），很显然是哥兰笔名“约瑟夫·戈德曼”（Joseph Goldman）的印刷错误。剧本的内容文本也与哥兰一年前提交给哥伦比亚公司的那个完全相同，只是日期变成了新的1993年。卡梅伦的老搭档阿诺德·施瓦辛格也经常被人与这个项目联系起来，认为他是导演选择出演章鱼博士的人选。

#### 詹姆斯·卡梅伦剧本方案
几个月后，詹姆斯·卡梅伦提交了一份共计47页但没有标注日期的剧本方案（著作权登记日期则是1991年），其中部分是剧本，部分描述故事大纲，提供了一个不同的故事作为备用。该剧本方案描述了蜘蛛侠的由来，不过选择了漫威的两个变异人物“电人”和“沙人”来作为其中的反面角色。其中电人名叫卡尔顿·斯特兰德（Carlton Strand），与漫画小说中的名字麦克斯·迪龙（Max Dillion）不同，这个角色是对那些狂妄自大腐败资本家的戏仿。卡梅伦描述的沙人真名叫波伊德（Boyd），他是因一次类似费城实验的原子混合事故而导致产生了突变。故事的高潮部分是在世界贸易中心的一场大战，彼得·帕克也向心爱的玛丽·简·沃特森揭示了自己的另一个身份。此外该剧本方案中还有大量的脏话，蜘蛛侠和玛丽·简甚至发生了性关系。
卡梅伦的剧本方案反映或包含了之前多个剧本的内容，如史蒂文斯的版本中一位反派角色引诱蜘蛛侠加入突变体组成的“优等种族”，以及有机蛛网的描写；又如原创剧本和改写中描写的怪异磁场活动和罕见的电子风暴导致大面积停电；伊桑·韦利版剧本中一个恶棍沉迷于进行各种有毒和超级强力蜘蛛的试验，其中一只蜘蛛跑出了实验室并咬了彼得·帕克，帕克之后也因此产生了类似卡夫卡的中篇小说《变形记》中那种恶梦般的幻觉；又如弗兰克·拉罗吉亚的版本里，一场暴风雪将大笔被盗的现金卷到了惊讶的纽约市民眼前；还有尼尔·鲁腾伯格的剧本中，一个罪犯袭击了纽约证券交易所等。1991年，卡罗科影业与漫威公司商议将哥兰的电影版权时限延长至1996年5月，然而到了1992年4月，由于财政和法律上的重重困境，卡罗科不得不停止了对《蜘蛛侠》这一项目的任何投入。

#### 诉讼
当詹姆斯·卡梅伦同意接拍《蜘蛛侠》时，卡罗科公司的律师只是简单地以之前双方就《终结者2：审判日》所签订的合同为样板制作新合同。该合同上的一个条款让卡梅伦在电影及其各项广告和版权销售领域拥有决定权，对此仍然在积极为影片奔走的哥兰一无所知。1993年，哥兰公开对自己身为制作人的合同权利受损表示不满，并最终诉诸法律行动。另一方面，卡梅伦则已经拥有了合同规定的广泛权力来制作电影。最终卡罗科公司起诉了哥伦比亚公司和维亚康姆公司要求获得家用媒体发行权和电视播放权，而这两家公司也反过来起诉了卡罗科公司。并非这场诉讼一分子的20世纪福克斯也来搅混水，声称他们与卡梅伦之间还签订有另一个合同，因此这位导演在合同期满前不能为其他公司工作。到了1996年，卡罗科、21世纪、漫威三家公司均先后宣布破产。
1995年3月28日，卡罗科公司转让了所拥有的产权，米高梅公司收购了21世纪电影公司的资产和影片库。并且获得了包括詹姆斯·卡梅伦在内所有人创作的《蜘蛛侠》剧本全部权利。米高梅还起诉了21世纪、维加康姆和漫威公司，指控坎农和漫威原本的协议中存在欺诈行为。1998年，已经破产的漫威公司根据一项重组计划与一家玩具公司合并，法院裁决认为漫威与哥兰间原本的协议已经过期，因此电影版权应回到漫威手中，但问题仍未得到彻底解决。1999年，漫威正式将《蜘蛛侠》的電影版权移交给了索尼影视娱乐的子公司哥伦比亚电影公司。米高梅则对这一转让提出争议，声称他们已经通过坎农、21世纪和卡罗科获得了《蜘蛛侠》的电影版权。

### 哥伦比亚电影公司
与此同时，米高梅和联艺公司执行总裁约翰·卡莱跳槽到了哥伦比亚电影公司。由于之前在米高梅公司工作时获得了007系列电影的部分版权，因此卡莱宣布哥伦比亚公司将制作一部基于相应内容的新007电影（哥伦比亚公司曾于1967年制作过一部非正式的007系列喜剧片《007：皇家赌场》）。
米高梅公司和哥伦比亚公司都面临着严峻的考验，双方在版权问题上长久的对抗可能会大幅影响公司长期的财务稳定和工作计划。哥伦比亚公司当时没有一个连贯的系列电影作品，并且从1989年起就开始寻求获得《蜘蛛侠》这一项目，而米高梅和联艺公司唯一可靠的电影票房收入来源也只有每两到三年推出的一部007系列电影。如果哥伦比亚也推出一部007系列电影，那么米高梅和联艺公司的收入将受到严重影响。反过来，如果米高梅和联艺拍出一部《蜘蛛侠》，哥伦比亚公司的处境也会非常不利。双方看起来似乎都有充分的理由获得这些电影的版权。
1999年3月，两家公司达成了一项妥协，哥伦比亚公司放弃制作新007电影的权利，换取米高梅放弃《蜘蛛侠》电影版权。哥伦比亚公司因此也于2000年获得了之前所有剧本的版权。至此，经过超过10年的反复之后，《蜘蛛侠》终于进入了制作阶段，之后所有的电影都是由哥伦比亚电影公司发行的。其中前三部曲由山姆·雷米执导，之后重启的新系列则由马克·韦布执导。

## 蜘蛛人三部曲

### 《蜘蛛人》（2002）
父母双亡的彼得·帕克（托比·马奎尔飾演）与叔叔婶婶生活在一起，正在讀高中的他暗恋着同班同学兼邻家女孩瑪莉·珍·華生（克斯汀·邓斯特飾演）。某次随班级到哥倫比亞大學看展览时，彼得被一只经过基因工程改造的蜘蛛在手上咬了一口，然后他发现自己的身体发生了很多变化，力气更大了，眼睛也不再近视了，反应和行动速度大幅加快，并且手腕能放出强韧的丝绳甚至还能飞檐走壁……可是之后由于一念之差没有阻止一场抢劫，叔叔班·帕克（克里夫·罗伯逊飾演）被劫匪谋杀。悔不当初的少年报仇后，也意识到了叔叔之前对自己所说“能力越大，责任越大”的含义，决心用自己的超能力来保护纽约市。与此同时，彼得最好的朋友哈利·奧斯朋的父亲諾曼·奧斯朋，一位富有且积极的企业家突然发现其致力多年研究的大幅强化人体体质的一项实验性技术在进行人体测试前失去了赞助商支持，公司也在董事会上决定开除他，他无法接受一手创办的公司背叛自己的事实，于是决定亲自测试这一技术，结果他变成了强大的綠惡魔，杀死了协助他的科学家和公司的所有董事，并对整个城市构成了巨大的威胁。现在，只有身為超級英雄蜘蛛人的彼得能够阻止他。

### 《蜘蛛侠2》（2004）
《蜘蛛侠2》的故事发生在前集两年后。現已高中毕业的彼得·帕克努力试图在自己的超级英雄身份和平民生活之间保持平衡，可是他暗恋的玛丽·简·沃森已经与一位太空人订婚了，好友哈利·奧斯朋则一心想着要杀死蜘蛛侠以报杀父之仇。双重身份的压力导致彼得的超能力开始减退，但一位致力于研究核聚变的科学家奥托·奥克塔维斯博士（阿尔弗雷德·莫里纳飾演）因实验失控而变成了拥有四只机器手的八爪博士，并且决心找到更多的核原料进行一次更大规模的核聚变实验，这很可能会导致半个纽约市毁于一旦。彼得必须在自己渴望的平民生活和超级英雄保护纽约的责任间作出选择。

### 《蜘蛛侠3》（2007）
《蜘蛛侠3》的故事发生在前集数月之后。彼得·帕克的生活現在可谓春风得意，纽约市的市民对蜘蛛侠推崇倍至，而玛丽·简·沃森在上一集的结尾得知其超级英雄身份后也和彼得走到了一起，他终于在两种身份之间获得了平衡。但哈里·奥斯本也在得知自己最好的朋友就是杀父仇人，他决心要杀死彼得报仇。弗林特·马科（托马斯·哈登·丘奇飾演）是一位被定罪的劫匪，他设法越狱后误入一个科学实验场，经强烈的辐射影响后，变成了一个可以在人形与流沙之间转换的可怕怪物“沙人”。彼得工作的报社也新来了一位名叫艾迪·布洛克（托弗·格雷斯飾演）的摄影师，他一心想要挖到蜘蛛侠的负面新闻以便能一举成名。一天晚上彼得与玛丽·简外出约会时，突然一种来自外太空的共生體“猛毒”降临地球，并藏身在彼得的摩托车上混进了他的公寓。之后警察上门告知彼得和婶婶，在第一集杀死本·帕克的兇手是当年已经毙命的劫匪的同伙弗林特，这导致彼得心中的仇恨伴随着黑暗面一起爆发了。猛毒感应到他的黑暗面后马上附身在他的蜘蛛衣上，彼得也因此变成了黑暗蜘蛛侠，他与玛丽·简的恋情也因此出现裂痕，纽约市更是面临前所未有的危机。之后彼得终于醒悟到猛毒的可怕并与之决裂，猛毒于是附身对蜘蛛侠充满怨恨的艾迪身上，彼得因此而需同时面对三个可怕的对手。

### 取消製作的潛在項目

#### 《蜘蛛侠4》
2008年，《蜘蛛侠4》进入发展阶段，山姆·雷米、陶比·麥奎爾、克斯汀·邓斯特等均将回归。根据最初的计划，该片和之后的一部续集《蜘蛛侠5》将同时进行拍摄。不过到了2009年3月，雷米表示还只有第4部进入了发展阶段，并且如果还会拍摄第5和第6部电影的话，这两部在情节上会有更多相辅相成的联系。2008年8月，有报道称索尼公司与《蜘蛛侠》的编剧大卫·凯普达成了协议，但仅仅两个月后又确定将由詹姆斯·范德比尔特执笔。到了2009年10月，剧本又已经过了大卫·林赛-阿贝尔和盖瑞·罗斯的改写，索尼还委聘了范德比尔特编写《蜘蛛侠5》和《蜘蛛侠6》的剧本。
2008年，雷米表示有意在电影中把科特·康纳斯博士转变为蜥蜴人的过程表现出来，在《蜘蛛侠2》和《蜘蛛侠3》中扮演该角色的迪伦·贝克和制片人格兰特·科蒂斯（Grant Curtis）也表示对这个主意很感兴趣。雷米同时也表示打算将布鲁斯·坎贝尔客串的角色提升为一个重要角色。2009年12月，有报道称约翰·马尔科维奇正在就出演反派角色“秃鹰”进行洽谈，而安妮·海瑟薇则会出演费莉茜娅·哈迪一角，在原著漫画小说中，该角色的另一个秘密身份是女性超级英雄“黑猫”，但电影中的她将是一位“女秃鹰”。不过数年后雷米接受采访时表示，如果当年《蜘蛛侠4》有拍摄完成，那么海瑟薇扮演的角色将是黑猫。
由于索尼与雷米之间对一些问题无法达成一致，这将导致影片不能在2011年5月6日发行上映，索尼于是在2010年1月宣布由于雷米的退出，《蜘蛛侠4》的拍摄计划也因此而取消。据报道，雷米对自己是否能既保持电影的创造性，又实现其在2011年5月6日上映这一目标产生了怀疑，并因此而退出了项目。他承认自己对《蜘蛛侠3》并不满意，并且也承受了将第4部电影尽可能拍好的压力。另据称他先后看过4部不同剧作家编写的剧本，但对之都很不满意。

#### 《猛毒》
2007年7月，漫威漫画制片人阿维·阿拉德透露了一部有关猛毒的衍生作品制作计划。工作室一开始委托雅各布·艾伦·埃斯戴斯来编写剧本，但一年后因为对之不满意而没有接受。2008年9月保罗·沃尼克和雷特·瑞斯加入了编剧的行列，史丹·李也将在片中客串出镜。里斯之后透露他们为电影撰写了两稿剧本，工作室也正在推动其发展。2009年，正在改写最后一个版本《蜘蛛侠4》剧本的盖瑞·罗斯获聘改写《猛毒》的剧本并亲自执导，其中将把猛毒从一开始的超级坏蛋改为一个反英雄的形象。2012年3月，由于罗斯退出项目前去执导《饥饿游戏》，于是《超能失控》的导演乔什·特兰克向索尼表示自己有意执导并展开了洽谈。2012年6月，《超凡蜘蛛侠》制片人麥特·托馬赫接受采访时谈到搭挡制片人阿维·阿拉德的下一个项目将是一部猛毒电影，暗示该片将拥有与电影《复仇者联盟》同样的共享宇宙模式。“在不至于泄露任何秘密的情况下我只能说，希望这些世界终有一日能够和平共处”。在《超凡蜘蛛侠》中扮演閃電·湯普森一角的克里斯·泽尔卡表示，对汤普森一角在衍生作品中像漫威的漫画小说《秘密复仇者》中那样转变为猛毒这一设立很感兴趣。

## 驚奇蜘蛛人系列

### 《蜘蛛人：驚奇再起》（2012）
在《蜘蛛人4》宣佈取消的同时，索尼影視娛樂宣布这一系列将由新的导演和演员重启。2012年7月3日，《蜘蛛人：驚奇再起》以三维电影和IMAX 3D两种立体电影格式发行上映，并重新从彼得·帕克发掘出超能力的高中时期说起。索尼还确认之前执导了处女作《和莎莫的500天》的馬克·韋布将担任导演，詹姆斯·范德比尔特编写剧本。《娱乐周刊》称赞范德比尔特的剧本拥有坚忍不拔的现代风格，并且参考了克里斯多夫·诺兰重启蝙蝠侠系列电影之作《蝙蝠俠：開戰時刻》的类似基调。电影的主要演员包括安德鲁·加菲尔德飾演“蜘蛛人”彼得·帕克，艾玛·斯通飾演關·史黛西，瑞斯·伊凡斯饰演反派蜥蜴人。2011年，索尼就将电影周边商品的销售权出售给了華特迪士尼公司的消费品部门，以换取对电影本身的全程参与权。

### 《蜘蛛人驚奇再起2：電光之戰》（2014）
艾玛·史東表示《超凡蜘蛛侠》是一个新系列电影的首部作品。2011年3月，哥伦比亚电影公司表示已经与詹姆斯·范德比尔特达成了由其撰写《超凡蜘蛛侠》续集剧本的协议，2012年4月，索尼也与艾里克斯·库兹曼、罗伯托·奥奇和杰夫·平克纳达成了重写续集剧本的协议。2011年8月，索尼宣布续集还在2014年5月2日发行，然而前作《超凡蜘蛛侠》也要再过近一年才会上映。安德鲁·加菲尔德在《超凡蜘蛛侠》開始发行前几天表示，“如果我们拍（续集）的话，我希望我能演吧——我希望他们让我演……他们都已经宣布上映日期啦，但现在都还没个剧本呢！所以我们现在都只能先干点别的。”2012年9月14日，加菲尔德和马克·韦布都确认将回归续集继续担任主演和导演，同时下一部续集也已在计划之中。曾在《蜘蛛侠三部曲》中飾演J·喬納·詹姆森的J·K·西蒙斯表示希望可以在新的系列中继续出演·乔纳·詹姆森。2012年10月10日，电影公司宣布请谢琳·伍德蕾在首部续集中出演玛丽·简·沃森，这一说法之后得到进一步证实，伍德蕾将在两部续集中出演这一角色，但在首部续集中只是个小配角，第二部续集中则是主演。2012年11月1日，公司宣布杰米·福克斯将出演反派电光人，之后这一消息也得到了确认。2012年11月16日有消息称哈里·奥斯本一角将出现在续集中，2012年12月3日，马克·韦布透露戴恩·德哈恩将出演该角色。2013年2月，公司宣布保罗·吉亚玛提将飾演另一位反派犀牛人，而克里斯·库珀则会飾演诺曼·奥斯本。

### 取消製作的潛在項目
《蜘蛛人驚奇再起2：電光之戰》的片尾預告在續集中出現的新敵人將組成邪惡六人組，另外索尼表示將可能推出邪惡六人組及猛毒的外傳電影。但隨著該系列電影再次重啟之後，相關電影計劃都已經停擺。

## 回歸漫威電影宇宙的许可协议
2014年12月，有报道称索尼与漫威正讨论允许将蜘蛛侠进入漫威电影宇宙的电影《美国队长3》中，而蜘蛛侠系列电影版权将依然属于索尼。据说这些计划曾被提出。相反，索尼曾考虑让萨姆·莱米回归执导新三部曲，以及和菲尔·洛德和克里斯托弗·米勒合作一部动画喜剧。而在2015年2月9日，索尼影视与漫威影业却宣布，蜘蛛侠将会出现在漫威电影宇宙中，并将在2017年6月28日发布一部独立影片，由漫威影业主席凯文·菲戈和艾米·帕斯卡共同制作。索尼影视将依然拥有蜘蛛侠系列电影的的财务权、发行权以及最终创作权。《华尔街日报》报道称，蜘蛛侠将出现于2016年影片《美國隊長3：英雄內戰》中。2015年6月23日，漫威和索尼官方确认汤姆·赫兰德将饰演蜘蛛侠，而乔恩·沃茨将执导该新版蜘蛛侠电影。赫兰德还将以一名配角的身份出现在《美國隊長3：英雄內戰》中。

### 《美國隊長3：英雄內戰》（2016）
報導指根據許可協議，蜘蛛人將會於2016年電影《美國隊長3：英雄內戰》中首次出現在漫威電影宇宙中。該電影的導演羅素兄弟為了讓蜘蛛人能出現在電影裏，花了幾個月的時間作遊說工作。安東尼·羅素指，雖然漫威影業跟他們說要準備協議失敗後的備用計劃，但他們從未為此準備，因為將蜘蛛人帶進這部電影對他們來說十分重要，並指「我們只設想了有蜘蛛人的電影版本」。2015年5月末，阿薩·巴特菲爾德、湯姆·霍蘭德、猶大·路易斯、馬修·林茲、查理·普魯瑪和查理·羅為蜘蛛人一角試鏡，在電影中跟蜘蛛人有對手戲，飾演鋼鐵人的小勞勃·道尼亦有參與評審過程。他們六人從1,500名演員中脫穎而出，須在菲戈、帕斯卡和羅素兄弟面前試演。6月，菲戈和帕斯卡將人選收窄至霍蘭德和羅兩人。兩人再次跟道尼試演，其中霍蘭德跟飾演美國隊長的克里斯·伊凡試演。2015年6月23日，索尼影視娛樂和漫威影業聯合公布漫威電影宇宙的蜘蛛人將由湯姆·霍蘭德飾演。

### 《蜘蛛人：返校日》（2017）
《蜘蛛人：返校日》於2017年7月7日上映。由喬恩·沃茨執導，喬納森·戈爾茨坦、約翰·戴利、華茲、克里斯多福·福德、克里斯·麥肯納 (編劇)和艾瑞克·桑默斯共同撰寫劇本。湯姆·霍蘭德、瑪麗莎·托梅和小勞勃·道尼分別飾演彼得·帕克 / 蜘蛛人、梅·帕克和東尼·史塔克 / 鋼鐵人，麥可·基頓飾演反派亞德里安·圖姆斯 / 禿鷹。製作始於喬治亞州的亞特蘭大，10月結束。

### 《復仇者聯盟3：無限之戰》（2018）
2017年2月，湯姆·霍蘭德證實蜘蛛人將出現在電影中。

### 《復仇者聯盟：終局之戰》（2019）
2017年，外媒與湯姆·霍蘭德皆確認蜘蛛人將出現在《復仇者聯盟：終局之戰》中。

### 《蜘蛛人：離家日》（2019）
2016年12月，索尼影視娛樂宣布《蜘蛛人：返校日》的續集計劃於2019年7月5日上映。 2017年6月，索尼影視娛樂補充說明，副標題將不會是《返校日》。

### 《蜘蛛人：無家日》（2021）
2017年6月，湯姆·霍蘭德在一場訪談中說溜嘴，證實漫威电影宇宙版本的《蜘蛛人》會是三部曲的形式。《蜘蛛人3》一度因迪士尼與索尼之間的糾紛而可能取消製作，所幸2019年9月索尼影視娛樂和漫威影業所屬的華特迪士尼公司達成協議，宣布該片於2021年12月16日上映。

## 演员与角色
|                              | 《蜘蛛人》 （1977年） | 《蜘蛛人》 （2002年） | 《蜘蛛人2》 （2004年）       | 《蜘蛛人3》 （2007年）       | 《蜘蛛人：驚奇再起》 （2012年）       | 《蜘蛛人驚奇再起2：電光之戰》 （2014年） | 《美國隊長3：英雄內戰》 （2016年） | 《蜘蛛人：返校日》 （2017年） | 《復仇者聯盟3：無限之戰》 （2018年） | 《復仇者聯盟：終局之戰》 （2019年） | 《蜘蛛人：離家日》 （2019年） | 《蜘蛛人：無家日》 （2021年）           |            |
| ---------------------------- | --------------------- | --------------------- | ---------------------------- | ---------------------------- | ------------------------------------- | ---------------------------------------- | ---------------------------------- | ----------------------------- | ------------------------------------ | ----------------------------------- | ----------------------------- | --------------------------------------- | ---------- |
| 彼得·帕克 蜘蛛侠             | 尼可拉斯·漢蒙         | 托比·马奎尔           | 托比·马奎尔                  | 托比·马奎尔                  | 安德鲁·加菲尔德 麦克斯·查尔斯（童年） | 安德鲁·加菲尔德                          | 汤姆·赫兰德                        | 汤姆·赫兰德                   | 汤姆·赫兰德                          | 汤姆·赫兰德                         | 汤姆·赫兰德                   | 汤姆·赫兰德 托比·马奎尔 安德鲁·加菲尔德 |            |
| 梅·帕克                      | 杰芙·唐内尔           | 罗斯玛丽·哈里斯       | 罗斯玛丽·哈里斯              | 罗斯玛丽·哈里斯              | 莎莉·菲尔德                           | 莎莉·菲尔德                              | 瑪麗莎·托梅                        | 瑪麗莎·托梅                   |                                      | 瑪麗莎·托梅                         | 瑪麗莎·托梅                   | 瑪麗莎·托梅                             |            |
| J·喬納·詹姆森                | 大卫·怀特             | J·K·西蒙斯            | J·K·西蒙斯                   | J·K·西蒙斯                   |                                       |                                          |                                    |                               |                                      |                                     | J·K·西蒙斯                    | J·K·西蒙斯                              | J·K·西蒙斯 |
| 本·帕克                      |                       | 克里夫·罗伯逊         | 克里夫·罗伯逊                | 克里夫·罗伯逊                | 马丁·西恩                             | 马丁·西恩                                |                                    |                               |                                      |                                     |                               | 提及                                    |            |
| 玛丽·简·沃森                 |                       | 克斯汀·邓斯特         | 克斯汀·邓斯特                | 克斯汀·邓斯特                |                                       | 雪琳·伍德莉（剪片未登場）                |                                    |                               |                                      |                                     |                               | 提及                                    |            |
| 關·史黛西                    |                       |                       |                              | 布莱斯·达拉斯·霍华德         | 艾玛·斯通                             | 艾玛·斯通                                |                                    |                               |                                      |                                     |                               | 提及                                    |            |
| 哈里·奥斯本 新绿魔           |                       | 詹姆斯·弗兰科         | 詹姆斯·弗兰科                | 詹姆斯·弗兰科                |                                       | 戴恩·德哈恩                              |                                    |                               |                                      |                                     |                               | 提及                                    |            |
| 诺曼·奥斯本 绿魔             |                       | 威廉·达福             | 威廉·达福                    | 威廉·达福                    | 提及                                  | 克里斯·库珀                              |                                    |                               |                                      |                                     |                               | 威廉·达福                               |            |
| 约瑟夫·罗比·罗伯森           | 希利·希克斯           | 比尔·努恩             | 比尔·努恩                    | 比尔·努恩                    |                                       |                                          |                                    |                               |                                      |                                     |                               |                                         |            |
| 贝蒂·布兰特                  |                       | 伊丽莎白·班克斯       | 伊丽莎白·班克斯              | 伊丽莎白·班克斯              |                                       |                                          |                                    | 安格瑞·萊絲                   |                                      |                                     | 安格瑞·萊絲                   | 安格瑞·萊絲                             |            |
| 弗拉什·汤普森                |                       | 乔·曼根尼罗           |                              | 乔·曼根尼罗                  | 克里斯·泽尔卡                         |                                          |                                    | 東尼·雷佛羅里                 |                                      |                                     | 東尼·雷佛羅里                 | 東尼·雷佛羅里                           |            |
| 杀死本·帕克的抢匪            |                       | 迈克尔·帕帕约翰       | 提及                         | 迈克尔·帕帕约翰              |                                       |                                          |                                    |                               |                                      |                                     |                               |                                         |            |
| 门德尔·斯通博士              |                       | 罗恩·佩金斯           |                              |                              |                                       |                                          |                                    |                               |                                      |                                     |                               |                                         |            |
| 科特·康纳斯博士 蜥蜴人       |                       | 提及                  | 迪伦·贝克 （只是康纳斯博士） | 迪伦·贝克 （只是康纳斯博士） | 瑞斯·伊凡斯                           |                                          |                                    |                               |                                      |                                     |                               | 瑞斯·伊凡斯                             |            |
| 奥托·奥克塔维斯博士 章魚博士 |                       |                       | 阿尔弗雷德·莫里纳            |                              |                                       |                                          |                                    |                               |                                      |                                     |                               | 阿尔弗雷德·莫里纳                       |            |
| 约翰·詹姆森                  |                       |                       | 丹尼尔·吉里斯                |                              |                                       |                                          |                                    |                               |                                      |                                     |                               |                                         |            |
| 乔治·斯戴西                  |                       |                       |                              | 詹姆斯·克伦威尔              | 丹尼斯·利瑞                           |                                          |                                    |                               |                                      |                                     |                               |                                         |            |
| 小艾迪·布洛克 猛毒           |                       |                       |                              | 托弗·戈瑞斯                  |                                       |                                          |                                    |                               |                                      |                                     |                               | 湯姆·哈迪                               |            |
| 弗林特·马科 沙人             |                       |                       |                              | 托马斯·哈登·丘奇             |                                       |                                          |                                    |                               |                                      |                                     |                               | 托马斯·哈登·丘奇                        |            |
| 理查德·帕克                  |                       | 提及                  |                              |                              | 坎贝尔·斯科特                         |                                          |                                    |                               |                                      |                                     |                               |                                         |            |
| 玛丽·帕克                    |                       | 提及                  |                              |                              | 艾伯丝·戴维兹                         |                                          |                                    |                               |                                      |                                     |                               |                                         |            |
| 拉吉特·拉萨博士              |                       |                       |                              |                              | 伊凡·卡汉                             |                                          |                                    |                               |                                      |                                     |                               |                                         |            |
| 麦克斯·迪龙 電光人           |                       |                       |                              |                              |                                       | 杰米·福克斯                              |                                    |                               |                                      |                                     |                               | 杰米·福克斯                             |            |
| 亚历克塞·塞斯维奇 犀牛人     |                       |                       |                              |                              |                                       | 保罗·吉亚玛提                            |                                    |                               |                                      |                                     |                               | 提及                                    |            |
| 費莉西亞‧哈代 黑貓           |                       |                       |                              |                              |                                       | 費莉絲蒂·瓊斯                            |                                    |                               |                                      |                                     |                               |                                         |            |
| 史丹·李 (客串）              |                       | 旁观者                | 旁观者                       | 路人甲                       | 图书馆工作人员                        | 畢業典禮來賓                             | 快遞員                             | 老人蓋瑞                      | 校車司機                             | 1970年代駕駛                        |                               |                                         |            |
| 東尼·史塔克 鋼鐵人           |                       |                       |                              |                              |                                       |                                          | 小勞勃·道尼                        | 小勞勃·道尼                   | 小勞勃·道尼                          | 小勞勃·道尼                         | 小勞勃·道尼                   |                                         |            |

## 迴响

### 奥斯卡金像奖
《蜘蛛侠》获得了第75届奥斯卡金像奖最佳视觉效果、最佳音效两项提名，但最终都没有获奖；《蜘蛛侠2》获得了第77届奥斯卡金像奖最佳视觉效果、最佳音效、最佳音效剪辑3项提名，最终拿下了最佳视觉效果奖。《蜘蛛人：無家日》获提名第94屆奧斯卡金像獎最佳视觉效果
。

### 票房表现
《蜘蛛侠》三部曲每一部首映当天都会创下一个新的票房纪录。截至2013年5月，这三部曲都是惊奇漫画改编的电影中美国票房最高的5部之一，其中《蜘蛛侠》列第二位，《蜘蛛侠2》第四，《蜘蛛侠3》第五。这三部曲还是美国历史上所有超级英雄电影中票房最高的十部电影之一，《蜘蛛侠》第四位，《蜘蛛侠2》第六位，《蜘蛛侠3》第七位。此外，蜘蛛侠三部曲还是索尼/哥伦比亚电影公司票房最高的三部电影。
| 片名                                                      | 北美发行日期   | 票房（美元）   | 票房（美元）   | 票房（美元）   | 排名       | 排名       | 预算（美元） | 来源            |
| 片名                                                      | 北美发行日期   | 北美           | 海外           | 全球           | 北美总排行 | 全球总排行 | 预算（美元） | 来源            |
| --------------------------------------------------------- | -------------- | -------------- | -------------- | -------------- | ---------- | ---------- | ------------ | --------------- |
| 《蜘蛛侠》（1977）                                        | 不適用         | 不適用         | $9,000,000     | $9,000,000     | 不適用     | 未知       | 未知         | [ 114 ]         |
| 《蜘蛛人》                                                | 2002年5月3日   | $407,747,175   | $418,002,176   | $825,749,351   | 43         | 95         | $1.39億      | [ 115 ]         |
| 《蜘蛛人2》                                               | 2004年6月30日  | $374,310,140   | $415,390,628   | $789,700,768   | 56         | 108        | $2億         | [ 116 ]         |
| 《蜘蛛人3》                                               | 2007年5月4日   | $337,254,618   | $558,453,070   | $895,707,688   | 73         | 74         | $2.58億      | [ 117 ]         |
| 《蜘蛛人：驚奇再起》                                      | 2012年7月3日   | $262,754,978   | $495,900,000   | $758,654,978   | 133        | 123        | $2.3億       | [ 118 ]         |
| 《蜘蛛人驚奇再起2：電光之戰》                             | 2014年5月2日   | $203,578,248   | $506,128,390   | $709,706,638   | 231        | 139        | $2.5億       | [ 119 ]         |
| 《蜘蛛人：返校日》                                        | 2017年7月7日   | $334,925,455   | $545,965,784   | $880,891,466   | 78         | 78         | $1.75億      | [ 120 ]         |
| 《蜘蛛人：新宇宙》                                        | 2018年12月14日 | $190,241,310   | $194,057,426   | $384,298,736   | 259        | 379        | $9000萬      | [ 121 ]         |
| 《蜘蛛人：離家日》                                        | 2019年7月2日   | $391,256,400   | $741,395,911   | $1,132,652,311 | 48         | 31         | $1.6億       | [ 122 ]         |
| 《蜘蛛人：無家日》                                        | 2021年12月17日 | $814,839,385   | $1,107,732,041 | $1,922,571,426 | 3          | 7          | $2億         | [ 123 ]         |
| 《蜘蛛俠：飛躍蜘蛛宇宙》                                  | 2023年6月2日   | $381,593,754   | $309,304,156   | $690,897,910   | 51         | 149        | $1億         | [ 124 ]         |
| 总计                                                      | 总计           | $3,698,219,028 | $5,301,188,974 | $8,999,408,229 | 3          | 2          | $18.02億     | [ 125 ] [ 126 ] |
| 补充说明 - 資料數據截至2024年7月（由Box Office Mojo计算） |                |                |                |                |            |            |              |                 |

### 评价
| 片名                             | 專業評價         | 專業評價       | 公眾評價 | 公眾評價 |
| 片名                             | 爛番茄           | Metacritic     | 影院评分 | PostTrak |
| -------------------------------- | ---------------- | -------------- | -------- | -------- |
| 《蜘蛛侠》                       | 90%（249篇评论） | 73（38篇评论） | A-       | 不適用   |
| 《蜘蛛侠2》                      | 93%（276篇评论） | 83（41篇评论） | A-       | 不適用   |
| 《蜘蛛侠3》                      | 63%（262篇评论） | 59（40篇评论） | B+       | 不適用   |
| 《蜘蛛人：驚奇再起》             | 73%（339篇评论） | 66（42篇评论） | A-       | 不適用   |
| 《超凡蜘蛛侠2》                  | 51%（316篇评论） | 53（50篇评论） | B+       | 不適用   |
| 《蜘蛛人：返校日》               | 92%（400篇评论） | 73（51篇评论） | A        | 89%      |
| 《蜘蛛人：新宇宙》               | 97%（403篇评论） | 87（50篇评论） | A+       | 90%      |
| 《蜘蛛人：離家日》               | 90%（459篇评论） | 69（55篇评论） | A        | 90%      |
| 《蜘蛛人：無家日》               | 93%（430篇评论） | 71（60篇评论） | A+       | 96%      |
| 《蜘蛛人：穿越新宇宙》           | 95%（385篇评论） | 86（60篇评论） | A        | 93%      |
| 补充说明 - 資料數據截至2024年7月 |                  |                |          |          |

#### 三部曲
《新闻周刊》的大卫·安森（David Ansen）认为《蜘蛛侠》是一部很好看的电影，不过感觉《蜘蛛侠2》又有些“太把自个儿当回事”，他也将《蜘蛛侠3》看过是一种形式上的回归，认为该片拥有“最宏伟的篇章”。有线电视新闻网的汤姆·查瑞提（Tom Charity）对这一系列“坚定不移地维护道德信念”表示赞赏，并且指出电影从首部到第三集之间视觉特技上巨大的进步。他将第二部电影中的章鱼博士视为“最引人入胜”的恶魔，并且称赞第三集中的沙人是“电脑成像魔法的一座丰碑”。《时代周刊》的理查德·科里斯（Richard Corliss）对电影的动作场面感觉很满意，并且认为这一系列作品在“角色的反思”等多个方面都要做得比其它大部分动作片好。
《星报》的科林·科韦特（Colin Covert）称赞《蜘蛛侠》是这位超级英雄的一次“闪亮登场”，《蜘蛛侠2》更是一部超越前作的优秀续集，不过他对《蜘蛛侠3》感到有些失望，认为其野心太大，多条故事主线的并行发展没能把握好适当的转变时机。《纽约时报》的马诺拉·达吉斯（Manohla Dargis）很喜欢前两部作品中的幽默感，但认为第三部电影失去了这种感觉。他还指出，“这一系列电影让人感到喜忧参半的是，故事逐渐失去了吸引力，但特技效果倒是有了很大的进步”。
《洛基山新闻报》的罗伯特·丹纳斯坦将三部电影按其喜好排名为：《蜘蛛侠2》、《蜘蛛侠》和《蜘蛛侠3》，他在观看《蜘蛛侠2》时甚至错过了章鱼博士出场的镜头，但仍然最满意这部作品。他还觉得第三部电影虽然有些冗长，但还是有一个“令人满意的结局”。

## 家用媒体发行
蜘蛛侠三部曲均发行了DVD，其中前两部只发行了双碟套装，第三部则发行了单碟和双碟两种版本。之后三部电影还一起发行了“电影DVD三部曲”组合套装和蓝光影碟版本。
2012年4月2日，索尼宣布蜘蛛侠三部曲将于同年6月12日以重新发行蓝光影碟套装。这三部电影均可以在美国通过iTunes观看和下载。
2012年11月9日，索尼公司发行了《超凡蜘蛛侠》的DVD，蓝光影碟和3D版本的蓝光影碟，并且可以在线下载，同时发行的还有一张4张光盘的限量版，其中包含了大量花絮和特别内容。